# Cyrtonus punctulatus
Cyrtonus punctulatus là một loài bọ cánh cứng trong họ Chrysomelidae. Loài này được Fairmaire miêu tả khoa học năm 1883.